# Мусачево (Старозагорська область)
Муса́чево (болг. Мусачево) — село в Старозагорській області Болгарії. Входить до складу общини Гилибово.

## Населення
За даними перепису населення 2011 року у селі проживали 219 осіб, з них 145 осіб (98,6%) — болгари.
Розподіл населення за віком у 2011 році:
Динаміка населення: